# François Crépin
Pour les articles homonymes, voir Crépin.
François Crépin, né le 30 octobre 1830 à Rochefort et mort le 30 avril 1903  à Bruxelles, est un botaniste belge, spécialiste des roses, directeur du Jardin botanique de l'État à Bruxelles.

## Biographie

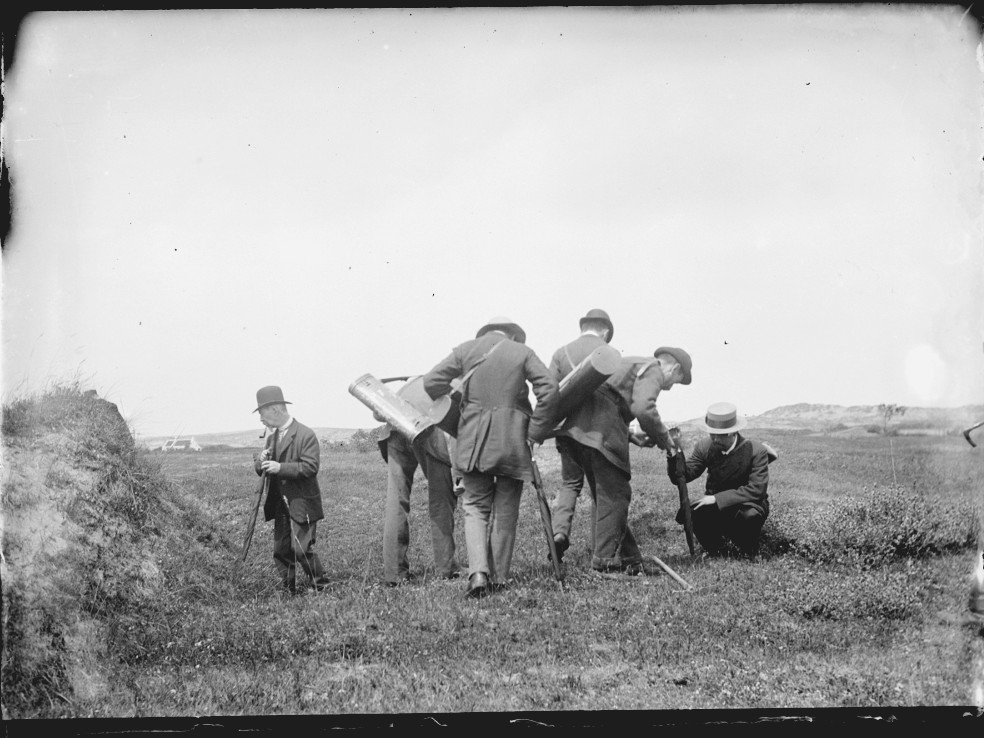
François Crépin (à gauche) à l'herborisation de la Société royale de botanique de Belgique à Nieuport en 1891.

François Crépin est le fils d'un juge de paix et inspecteur de l'enseignement. Il s'avère un piètre élève à l'école et est confié par ses parents à un précepteur qui lui donne le goût des sciences naturelles. Entré à l'administration de l'Enregistrement et des Postes, il met rapidement fin à cette carrière pour s'adonner, avec l'aval de ses parents, à la botanique.
En 1861, il est nommé professeur de botanique à l'école d'horticulture de l'État à Gentbrugge, dirigée par Louis Van Houtte. En 1866, il devient secrétaire général de la Société royale de botanique de Belgique. En 1872, il entre à l'Académie royale des sciences, des lettres et des beaux-arts de Belgique et est nommé conservateur au Musée d'Histoire naturelle de Bruxelles (dans la section de paléontologie végétale). Dix ans plus tard, en 1876, il devient directeur du Jardin botanique de l'État à Bruxelles ; il le restera jusqu'à sa retraite en 1901. Il est l'auteur de nombreux articles publiés dans le Bulletin de la société royale de botanique de Belgique.

## Quelques œuvres
Voir Hoste & Hanquart (2018) pour une liste exhaustive des publications de François Crépin.
- Manuel de la flore de Belgique, ou Description des familles et des genres, Bruxelles : E. Tarlier, 1860, 1 vol. (LXXV-236 p.), in-18  (réédité en 1916)
- Primitiæ monographiæ Rosarum: matériaux pour servir à l'histoire des roses. 1869–1882
- Les roses récoltées par M. Paul Sintenis dans l'Arménie turque en 1889. 1890

## Éponymie

### Genres
- (Araliaceae) Crepinella (Marchal) ex Oliver[4]
- (Asteraceae) Crepinia Rchb.[5]

### Espèces
- (Polygalaceae) Monnina crepinii Chodat ex T.Durand & Pittier[6]
- (Rosaceae) Rosa crepinii Miégev. ex Crép.[7]

## Hommage
Le square François Crépin lui rend hommage dans sa ville natale de Rochefort. Ce lieu est classé.